# The Money Corral
The Money Corral er en amerikansk stumfilm fra 1919 af Lambert Hillyer.

## Medvirkende
- William S. Hart som Lem Beason
- Jane Novak som Rose
- Herschel Mayall som Carl Bruler
- Winter Hall som Gregory Collins
- Rhea Mitchell som Janet Collins